# Capsala nozawae
Capsala nozawae är en plattmaskart. Capsala nozawae ingår i släktet Capsala och familjen Capsalidae. Inga underarter finns listade i Catalogue of Life.